# Oria nervosa
Oria nervosa là một loài bướm đêm trong họ Noctuidae.